# Live in Las Vegas: A New Day...
Live in Las Vegas: A New Day... é o oitavo álbum de vídeo da cantora canadense Céline Dion, lançado entre 7 e 10 de dezembro de 2007 na Europa, em 11 de dezembro de 2007 na América do Norte, em 15 de dezembro de 2007 na Austrália, e em 19 de dezembro de 2007 no Japão. 
O vídeo mostra a residência A New Day..., apresentada no Caesars Palace, em Las Vegas, nos Estados Unidos, entre 2003 e 2007. A edição em blu-ray foi lançada em 5 de fevereiro de 2008 na América do Norte, e entre 8 e 22 de fevereiro de 2008 na Europa. Live in Las Vegas: A New Day... liderou as paradas nos Estados Unidos, Reino Unido, Canadá, França, Bélgica, Suíça, Dinamarca, Holanda, Estônia e Nova Zelândia, e alcançou o top 10 em diversos outros países. O álbum foi comercialmente bem-sucedido recebendo certificado de diamante triplo no Canadá, de diamante na França, e multi-platina, platina e ouro em outros países.

## Antecedentes
A residência de Dion A New Day... terminou em 15 de dezembro de 2007, depois de cinco anos, mais de 700 shows, e 3 milhões de espectadores. O produção teve uma das maiores bilheterias da história da música, totalizando U$ 400 milhões.
O álbum de vídeo, composto de 2 discos, contém mais de 5 horas de imagens nunca vistas, incluindo o concerto e 3 documentários exclusivos: Because You Loved Me (A Tribute to the Fans), A New Day: All Access e A New Day: the Secrets. Ele contém legendas em 9 idiomas, e o livreto interno inclui fotografias ricamente detalhadas e generosas notas de rodapé.

## Histórico
O concerto foi filmado pela primeira vez como um especial da CBS, em comemoração à apresentação da noite de abertura, intitulado Celine in Las Vegas, Opening Night Live, que foi ao ar em 25 de março de 2003. O especial contou com a apresentação de apenas 8 canções do setlist original, além de um Behind the Scenes / Featurette nos bastidores, apresentado por Justin Timberlake.
A data de lançamento do DVD originalmente agendada (outono de 2004 na América do Norte) foi adiada devido à mudanças e melhorias feitas no concerto desde a filmagem inicial. O show foi gravado no outono de 2003 (26, 27, 28, 29 e 30 de novembro de 2003) e incluiu:
1. "Nature Boy"
2. "The Power of Love"
3. "It's All Coming Back to Me Now"
4. "Because You Loved Me"
5. "To Love You More"
6. "I'm Alive"
7. "Seduces Me"
8. "If I Could"
9. "Have You Ever Been In Love"
10. "At Last"
11. "Fever"
12. "I've Got the World on a String"
13. "A New Love"
14. "I Surrender"
15. "The First Time Ever I Saw Your Face"
16. "Aria Di Lucia De Lammermoor"
17. "Ammore Annascunnuto"
18. "Et je t'aime encore"
19. "Love Can Move Mountains"
20. "I Wish"
21. "I Drove All Night"
22. "My Heart Will Go On"
23. "What a Wonderful World"

A New Day...  foi refilmado em alta definição durante a semana de 17 a 21 de janeiro de 2007. De acordo com o documentário A New Day: The Secrets, incluído no segundo disco do álbum, uma das principais razões para o atraso no lançamento foi que Dion e seus produtores gradualmente perceberam que a mudança de Dion para um coque loiro curto, feita para a residência A New Day..., era altamente impopular com sua base de fãs, e o penteado também ficou horrível na tela durante a primeira filmagem do álbum. Como resultado, ela retornou ao seu longo cabelo castanho com extensões, e o álbum foi refilmado.
O álbum Live in Las Vegas - A New Day... inclui a última versão do show, apresentada entre novembro de 2006 e dezembro de 2007. Mas, nos anos anteriores, Dion usava roupas alternativas e cantava várias outras canções: "Nature Boy", "At Last", "Fever", "The First Time Ever I Saw Your Face", "Et je t'aime encore," "Have You Ever Been in Love", "Happy Xmas (War Is Over)", "God Bless America", "In Some Small Way", "What a Wonderful World", "Can't Help Falling In Love", "Taking Chances", e "The Christmas Song".
"Nature Boy", "At Last", "Fever", "Et je t'aime encore", e "What a Wonderful World" foram incluídas no álbum ao vivo A New Day... Live in Las Vegas, lançado em 15 de junho de 2004.
"The First Time Ever I Saw Your Face" foi filmada durante o especial Celine in Las Vegas, Opening Night Live, no entanto não foi incluída em nenhum lançamento oficial. Outras canções que não foram incluídas nem no lançamento em áudio nem em vídeo incluem: "Have You Ever Been in Love", "God Bless America", "Happy Xmas (War Is Over)", "In Some Small Way", "Can't Help Falling In Love", "Taking Chances" e "The Christmas Song". Além disso, duas canções instrumentais: "A New Love" e "Aria Di Lucia De Lammermoor" também foram omitidas. No entanto, a maioria das canções do especial fizeram parte de diferentes especiais para a  TV. Não há nenhum vídeo das apresentações das canções "Nature Boy" e "At Last"; e não há nenhum vídeo nem áudio de "God Bless America" e "Happy Xmas (War Is Over)".

## Lista de faixas
| Live in Las Vegas: A New Day... – The Concert (Disco 1) |                                  |                                                                |         |  |
| N.º                                                     | Título                           | Compositor(es)                                                 | Duração |  |
| 1.                                                      | "A New Day Has Come"             | Aldo Nova Stephan Moccio                                       | 4:35    |  |
| 2.                                                      | "The Power of Love"              | Gunther Mende Candy DeRouge Jennifer Rush Mary Susan Applegate | 3:45    |  |
| 3.                                                      | "It's All Coming Back to Me Now" | Jim Steinman                                                   | 3:36    |  |
| 4.                                                      | "Because You Loved Me"           | Diane Warren                                                   | 2:09    |  |
| 5.                                                      | "To Love You More"               | David Foster Junior Miles                                      | 4:54    |  |
| 6.                                                      | "I'm Alive"                      | Kristian Lundin Andreas Carlsson                               | 3:34    |  |
| 7.                                                      | "I Drove All Night"              | Billy Steinberg Tom Kelly                                      | 4:31    |  |
| 8.                                                      | "Seduces Me"                     | Dan Hill John Sheard                                           | 7:51    |  |
| 9.                                                      | "If I Could"                     | Ron Miller Ken Hirsch Marti Sharron                            | 5:54    |  |
| 10.                                                     | "Pour que tu m'aimes encore"     | Jean-Jacques Goldman                                           | 4:22    |  |
| 11.                                                     | "I Surrender"                    | Louis Biancaniello Sam Watters                                 | 5:12    |  |
| 12.                                                     | "Ammore Annascunnuto"            | Bruno Coulais Felippe Fragione Mario Castiglia                 | 5:07    |  |
| 13.                                                     | "All the Way"                    | Jimmy Van Heusen Sammy Cahn                                    | 4:20    |  |
| 14.                                                     | "I've Got the World on a String" | Ted Koehler Harold Arlen                                       | 2:26    |  |
| 15.                                                     | "I Wish"                         | Stevie Wonder                                                  | 4:13    |  |
| 16.                                                     | "Love Can Move Mountains"        | Warren                                                         | 6:06    |  |
| 17.                                                     | "River Deep – Mountain High"     | Ellie Greenwich Jeff Barry Phil Spector                        | 4:52    |  |
| 18.                                                     | "My Heart Will Go On"            | James Horner Will Jennings                                     | 15:32   |  |
| Duração total:                                          | Duração total:                   | Duração total:                                                 | 93:00   |  |

| Live in Las Vegas: A New Day... – Conteúdo Bônus (Disco 1) |                                               |                |         |  |
| N.º                                                        | Título                                        | Diretor(es)    | Duração |  |
| 1.                                                         | "Because You Loved Me: A Tribute to the Fans" | Julie Snyder   | 41      |  |
| Duração total:                                             | Duração total:                                | Duração total: | 134:00  |  |

| Live in Las Vegas: A New Day... – Conteúdo Especial e Bônus (Disco 2) |                                             |                |         |  |
| N.º                                                                   | Título                                      | Diretor(es)    | Duração |  |
| 1.                                                                    | "A New Day: All Access" (Conteúdo Especial) | Julie Snyder   | 120:00  |  |
| 2.                                                                    | "A New Day: The Secrets" (Conteúdo Bônus)   | Julie Snyder   | 53:00   |  |
| Duração total:                                                        | Duração total:                              | Duração total: | 173:00  |  |